# Tegastes intermedius
Tegastes intermedius är en kräftdjursart som först beskrevs av Herrick 1887.  Tegastes intermedius ingår i släktet Tegastes och familjen Tegastidae. Inga underarter finns listade i Catalogue of Life.